# Dziesięciu z Pawiaka

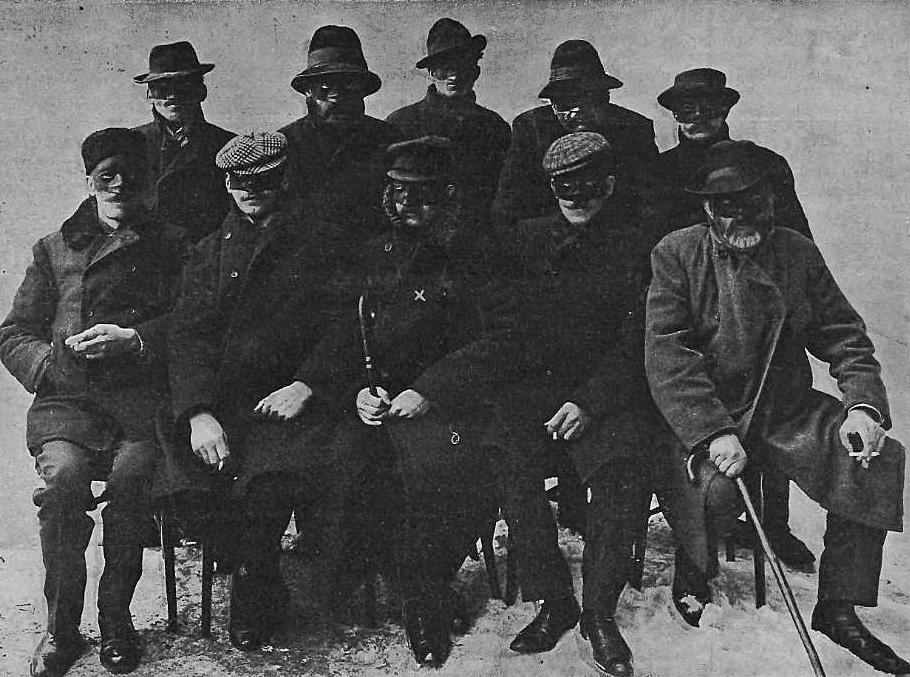
Uczestnicy akcji odbicia więźniów z Pawiaka, przeprowadzonej 24 kwietnia 1906

Dziesięciu z Pawiaka – polski film fabularny z 1931 roku. Film zrealizowano w oparciu o wspomnienia Jana Jura-Gorzechowskiego.

## Obsada
- Adam Brodzisz – Janusz Dunin
- Karolina Lubieńska – Hania
- Bogusław Samborski – generał Maksimow
- Zofia Batycka – Olga Michajłowna
- Józef Węgrzyn – „Jur”
- Franciszek Dominiak – pułkownik żandarmerii Zienkow
- Kazimierz Justian – Szymon, agitator
- Maria Korska – starsza rewolucjonistka w bibliotece
- Antoni Bednarczyk – dyżurny w więzieniu
- Roman Dereń – policjant w cyrkule
- Michał Halicz – rewolucjonista z wąsami
- Jerzy Kobusz – rewolucjonista
- Jan Szymański – rewolucjonista „Łysy”
- Tadeusz Kański – młody rewolucjonista
- Stanisław Łapiński – sędzia